# Johann Ernst Eberlin
Johann Ernst Eberlin (Jettingen-Scheppach, 27 marzo 1702 – Salisburgo, 19 giugno 1762) è stato un compositore tedesco.

## Biografia
Ricevette una prima formazione musicale presso il Ginnasio dei Gesuiti di San Salvatore ad Augusta nel 1712, sotto la guida di Georg Egger e Balthasar Siberer. Studiò anche legge presso l'università benedettina di Salisburgo, tra il 1721 e il 1723.
Nel 1727 divenne organista per il conte Leopold von Firmian (poi arcivescovo di Salisburgo). Dal 1749 ha ricoperto la carica di Domkapellmeister. 